# Naughty Girl
«Naughty Girl» (с англ. — «Непослушная девочка») — R&B-диско песня, написанная Бейонсе Ноулз, Скоттом Сторчем, Робертом Уоллером и Анжелой Бейинсе для дебютного сольного альбома Бейонсе, Dangerously in Love (2003). Продюсированная Бейонсе и Сторчем, песня соответствует западному звучанию её предшественника «Baby Boy». Вместе с ею несколькими заработанными наградами, песня получила позитивные отзывы от критиков, ссылаясь на эмоциональную суть.
Сингл был выпущен четвёртым и последним с альбома в начале 2004 года. Хотя у него не было такого успеха, как у «Crazy in Love» и «Baby Boy», однако все равно заработал громадный успех, достигнув третьей строки в американском Billboard Hot 100, у сингла был моментальный успех, который помог альбому продвинуться по чартам. Сингл получил похожие отзывы от международных музыкальных рынков, войдя по большей части в топ-20.
В клипе Бейонсе кокетливо и недвусмысленно танцует с певцом Ашером, чтобы изобразить порочную девчонку. Видео принесло ей дополнительные награды.

## Предпосылка и сочинение
После релиза альбома Survivor её бывшей группы Destiny's Child в 2001 году, Бейонсе пробовала себя в сольной карьере и работала для своего дебютного альбома, Dangerously in Love. Бейонсе заявила, что он более личный, чем её предыдущие записи, потому что она писала только для себя. Она сотрудничала с различными музыкальными коллаборационистами; включая Скотта Сторча, который продюсировал хиты Кристины Агилеры, Роберта Уоллера и её кузину писательницу и личную помощницу Анжелу Бейинсе. Сторч и Бейонсе семплировали рефрен с песни 1975 года «Love to Love You Baby», оригинально исполненной ДоннойСаммер и написанная Саммер, Питом Белоттом и Джорджио Мородером.
«Naughty Girl» — это R&B песня, построенная от ноты Си на фригийский лад. Она написана в тактовом размере и движется умеренно 102 бита в секунду. Голос Бейонсе распространяется на 1,5 октавы, от си малой октавы до фа второй октавы На песню оказало влияние арабская музыка, в результате получилось быстроритмичное и ориентированное на дискотеки звучание.

## Релиз и отзывы
«Naughty Girl» был выпущен четвёртым и финальным синглом с альбома через Columbia Records. Изначально трек должен был быть главным с альбома до того, как «Crazy in Love» был выбран. В начале сингл был выпущен в Великобритании 30 марта 2004, с 4 треками и мультимедиа треком «Headliner». В США он был выпущен 12" синглом 20. апреля CD сингл был выпущен в Австралии 23 апреля; он состоит из альбомной версии и двух ремиксов трека, и «I Know» группы Destiny's Child с саундтрека Борьба с искушениями.

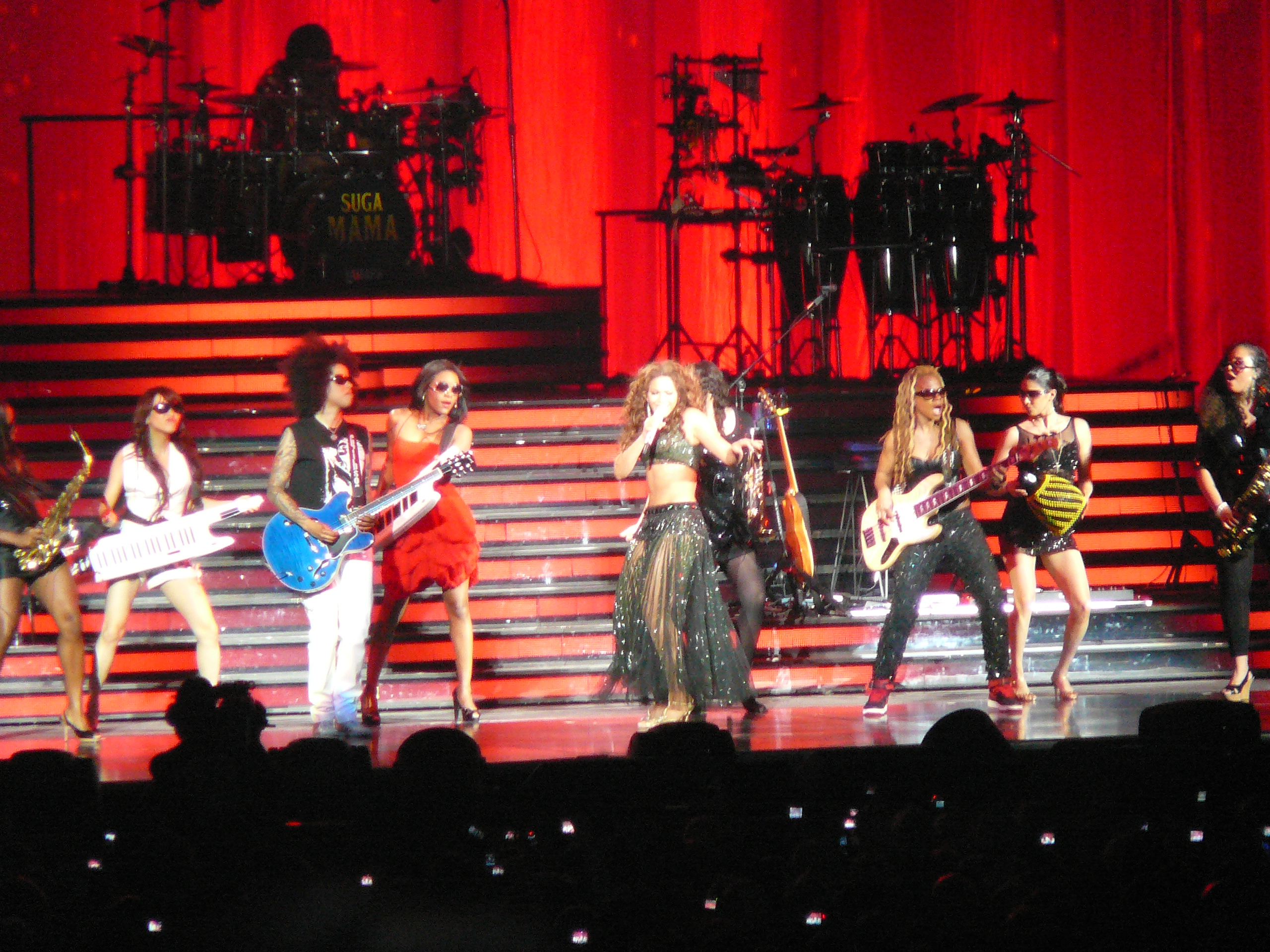
Ноулз исполняет «Naughty Girl» на The Beyoncé Experience, с её женской группой, Suga Mama.

«Naughty Girl» была расхвалена критиками, ссылаясь на сенсуальные вибрации. Нил Драмминг из Entertainment Weekly посчитал, что Бейонсе поет «не совсем убедительно как плохая девочка». Однако, Сэл Синкмани из Slant Magazine написал, что она передает «убедительное впечатление Донны Саммер».
Льюис Дин из BBC прокомментировал, что Бейонсе поет «похотливо и сексуально уверенно», а Спенс Ди из IGN заявил, что она создала «лаконичную ауру слухового гипноза», эффект создается во время строчки «Я сексуальна…». Джеймс Полетти из Yahoo! Music заявил, что Бейонсе поет своим «потенциалом, чтобы добавить разврата», в то время как Роб Фицпатрик из NME сказал, что она тяжело дышит, когда хватает «воображаемую» простыню, но остается «религиозной христианкой, поя то, что публика хочет от неё услышать».
Песня была удостоена Американским обществом композиторов, авторов и издателей на 2005 Pop Music Awards премии «Писатель Года» — разделив её со Скотто Сторчем, Робертом Уоллером, Анжелой Бейинсе и Донной Саммер. Она также заработала награду «Самая Совершенная Песня» с «Baby Boy» и «Me, Myself and I». Сингл хорошо выступил на многих составляющих чарта Billboard, включая Rhythmic Top 40 и Top 40 Tracks. Это был продажный и клубный хит, достигший первой строки в чартах Hot R&B/Hip-Hop Singles Sales и Hot Dance Music/Club Play. Сингл оставался в чарте 22 недели. «Naughty Girl» был сертифицирован золотым по данным Recording Industry Association of America 22 октября 2004.
Интернационально, «Naughty Girl» также как и «Me Myself and I» имел низкие позиции в чартах. В Океании сингл достиг пика на 6 строке в Новой Зеландии, и дебютировал и достиг пика на 9 строке в Австралии, это был его самый высокий вход. Сингл был сертифицирован золотым по данным Australian Recording Industry Association за продажу 35,000 единиц. В европейских странах, у сингла был похожий успех, достигнув 10 строки в Великобритании и Нидерландах, и в общем в топ-20.

## Список композиций
Бельгийский сингл
1. «Naughty Girl» — 3:28
2. «Naughty Girl» (при участии Lil' Kim) — 3:47
3. «Naughty Girl» (Calderone Quayle Club Mix) — 9:38
4. «I Know» (Destiny’s Child) — 3:32

Канадский CD сингл
1. «Naughty Girl» — 3:30
2. «Naughty Girl» (при участии Lil' Kim) — 3:50
3. «Naughty Girl» (Calderone Quayle Naughty Dub) — 7:21

Европейский CD сингл
1. «Naughty Girl» — 3:28
2. «Naughty Girl» (Calderone Quayle Club Mix Edit) — 3:56
3. «Naughty Girl» (при участии Lil' Kim) — 3:47
4. «Naughty Girl» (Бонусный клип) — 3:28
5. «Naughty Girl» (Live from Headliners) (Бонусное видео) — 3:23

Великобритания, Австралия, German Limited 3 inch Pock-It CD
1. «Naughty Girl» — 3:30
2. «Naughty Girl» (при участии Lil' Flip) — 4:07

Американский сингл
1. «Naughty Girl» — 3:28
2. «Everything I Do» (Beyoncé and Bilal) — 4:21

Американский 12" Макси
1. «Naughty Girl» — 3:28
2. «Naughty Girl» (при участии Lil' Kim) — 3:50
3. «Naughty Girl» (при участии Lil' Flip) — 4:07
4. «Naughty Girl» (Instrumental) — 3:30
5. «Naughty Girl» (DMS12 mix) — 3:30
6. «Naughty Girl» (A Cappella) — 3:26
7. «Naughty Girl» (при участии Lil' Kim A Capella) — 3:48
8. «Naughty Girl» (при участии Lil' Flip A Capella) — 4:05

## Клип
Клип для «Naughty Girl» был снят Джейком Нава, который снимал предыдущие 2 клипа Бейонсе «Crazy in Love» и «Baby Boy». Клип вдохновлен танцем Сиды Чарисс и Фреда Астера в музыкальной комедии 1953 года Театральный фургон и стилем Студии 54. В паре с певцом Ашером они имитируют Чарисс и Астера в клипе, Бейонсе соблазнительно танцует и флиртует, изображая развратную девчонку. Согласно Ашеру, это почтение классическим «первым эстрадникам»; включая танцоров, певцов и актёров.
Видео начинается с того, что Бейонсе исполняет простые танцевальные движения, окруженная стеной зеркал, а потом раздевается до наготы за белым занавесом, показывающим только её силуэт. Бейонсе входит в клуб в различных нарядах и прическах с несколькими подругами; она и Ашер замечают друг друга. Двое встречаются на танцплощадке и тесно танцуют, а потом Бейонсе выполняет артистичный танец с девушками из подтанцовки. Она крутится в огромном бокале для шампанского, наполненного пеной (а-ля Жозефина Бейкер). В финальной сцене Бейонсе сидит на белом рояле, а после джентльмен спускает её вниз на руках, и она танцует и позируют под падающее с потолка конфетти.
Клип получил отзывы от видеопрограмм. На MTV в Total Request Live «Naughty Girl» дебютировал 10 строкой 22 марта 2004 и достиг пика на первой. Он ушёл на TRL в «Hall of Fame» на 7 строке, а после был в видеоарте 40 дней. Видео выиграло «Лучшее Женское Видео» на 2004 MTV Video Music Awards, ту же награду Бейонсе получила за «Crazy in Love» в прошлом году, был номинирован на «Лучшую Хореографию», «Лучшее Танцевальное Видео» и «Лучшую Кинематографию».

## Кавер-версии
«Naughty Girl» была перепета различными артистами. Ирландский поэт-песенник Roesy продюсировал версию песни, которая появилась на благотворительном альбоме 2004 года Even Better Than the Real Thing Vol. 2, с кавер-версиями «Toxic» Бритни Спирс, «Like I Love You» Джастина Тимберлейка, среди прочих. Richard Cheese and Lounge Against the Machine перепел песню для альбома 2006 года Silent Nightclub.

## Чарты
| Чарт (2004)                                    | Высшая позиция |
| ---------------------------------------------- | -------------- |
| Австралия (ARIA)                               | 9              |
| Австралия (ARIA Urban)                         | 2              |
| Австрия (Ö3 Austria Top 40)                    | 29             |
| Бельгия/Фландрия (Ultratop 50)                 | 14             |
| Бельгия/Валлония (Ultratop 50)                 | 14             |
| Canada (Nielsen SoundScan)                     | 2              |
| Canada CHR/Pop Top 30 (Radio & Records)        | 1              |
| Дания (Tracklisten)                            | 15             |
| Франция (SNEP)                                 | 18             |
| Германия (GfK)                                 | 16             |
| Greece (IFPI)                                  | 11             |
| Ирландия (IRMA)                                | 14             |
| Италия (FIMI)                                  | 23             |
| Нидерланды (Dutch Top 40)                      | 10             |
| Нидерланды (Single Top 100)                    | 14             |
| Новая Зеландия (Recorded Music NZ)             | 6              |
| Норвегия (VG-lista)                            | 14             |
| Romania (Romanian Top 100)                     | 100            |
| Шотландия (OCC Scotland)                       | 15             |
| Испания (PROMUSICAE)                           | 19             |
| Швеция (Sverigetopplistan)                     | 32             |
| Швейцария (Schweizer Hitparade)                | 18             |
| Великобритания (OCC UK Singles)                | 10             |
| Великобритания (OCC UK Hip Hop/R&B)            | 3              |
| США (Billboard Hot 100)                        | 3              |
| США (Billboard Dance Club Songs) · DMS12 remix | 1              |
| США (Billboard Dance/Mix Show Airplay)         | 1              |
| США (Billboard Hot R&B/Hip-Hop Songs)          | 8              |
| США (Billboard Pop Airplay)                    | 2              |
| США (Billboard Rhythmic)                       | 1              |

| Чарт (2004)                                     | Позиция |
| ----------------------------------------------- | ------- |
| Australia (ARIA)                                | 59      |
| Australia Urban (ARIA)                          | 24      |
| Belgium (Ultratop 50 Flanders)                  | 70      |
| Belgium (Ultratop 50 Wallonia)                  | 91      |
| Netherlands (Dutch Top 40)                      | 73      |
| UK Singles (OCC)                                | 154     |
| US Billboard Hot 100                            | 18      |
| US Dance Club Play (Billboard)                  | 10      |
| US Dance Radio Airplay (Billboard)              | 15      |
| US Hot R&B/Hip-Hop Singles & Tracks (Billboard) | 46      |
| US Mainstream Top 40 (Billboard)                | 14      |
| US Rhythmic Top 40 (Billboard)                  | 16      |
| US Top 40 Tracks (Billboard)                    | 11      |

## Сертификации
| Регион                                                                      | Сертификация  | Продажи   |
| --------------------------------------------------------------------------- | ------------- | --------- |
| Австралия (ARIA)                                                            | 3× Платиновый | 210 000   |
| Бразилия (ABPD)                                                             | Золотой       | 30 000    |
| Канада (Music Canada)                                                       | Платиновый    | 80 000    |
| Великобритания (BPI)                                                        | Золотой       | 400 000   |
| США (RIAA)                                                                  | Платиновый    | 1 000 000 |
| Данные о продажах + прослушиваниях приведены только на основе сертификации. |               |           |